# (15499) Cloyd
(15499) Cloyd est un astéroïde de la ceinture principale.

## Description
(15499) Cloyd est un astéroïde de la ceinture principale. Il fut découvert le 19 mars 1999 à la station Anderson Mesa par le programme LONEOS. Il présente une orbite caractérisée par un demi-grand axe de 3,00 UA, une excentricité de 0,09 et une inclinaison de 10,7° par rapport à l'écliptique.

## Compléments